# 羽叶白头树
羽叶白头树（学名：Garuga pinnata）是橄榄科嘉榄属的植物。分布于老挝、柬埔寨、越南、印度、锡金、缅甸、泰国、孟加拉以及中国大陆的广西、四川、云南等地，生长于海拔400米至1,370米的地区，多生长于河谷灌丛、山顶疏林或杂木林中，目前尚未由人工引种栽培。

## 别名
外项木（云南傣族语）